# سودکوو
سودکوو (به چکی: Sudkov) یک منطقهٔ مسکونی در جمهوری چک است که در ناحیه شومپرک واقع شده‌است. سودکوو ۴٫۸۹ کیلومتر مربع مساحت و ۱٬۱۷۵ نفر جمعیت دارد و ۲۹۰ متر بالاتر از سطح دریا واقع شده‌است.